# Buxus balearica

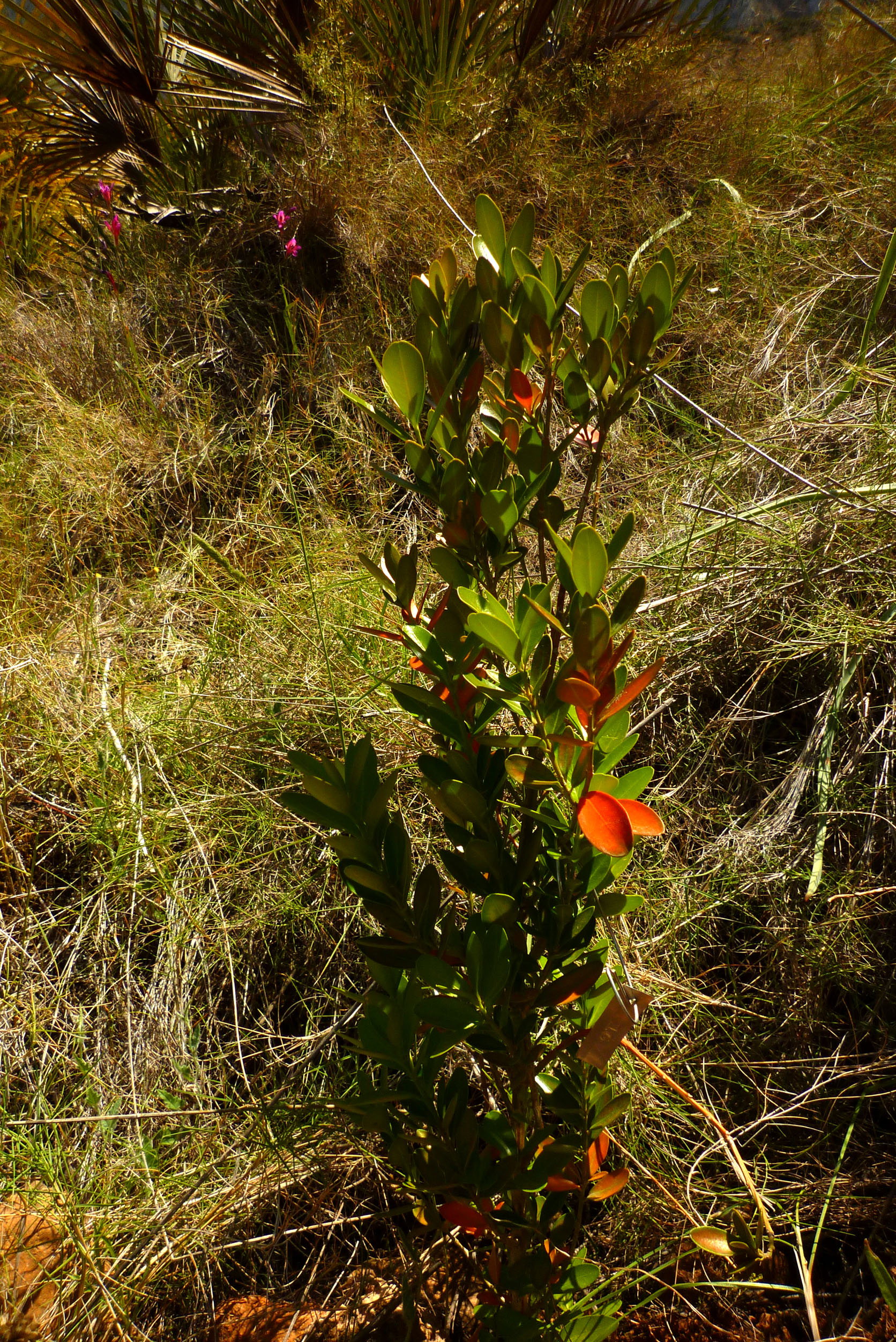
Boj balear joven

Buxus balearica, o boj balear, es un arbusto o pequeño árbol siempreverde, propio del bosque mediterráneo, donde crece en forma silvestre en Argelia, Marruecos, la isla de Cerdeña y España. 

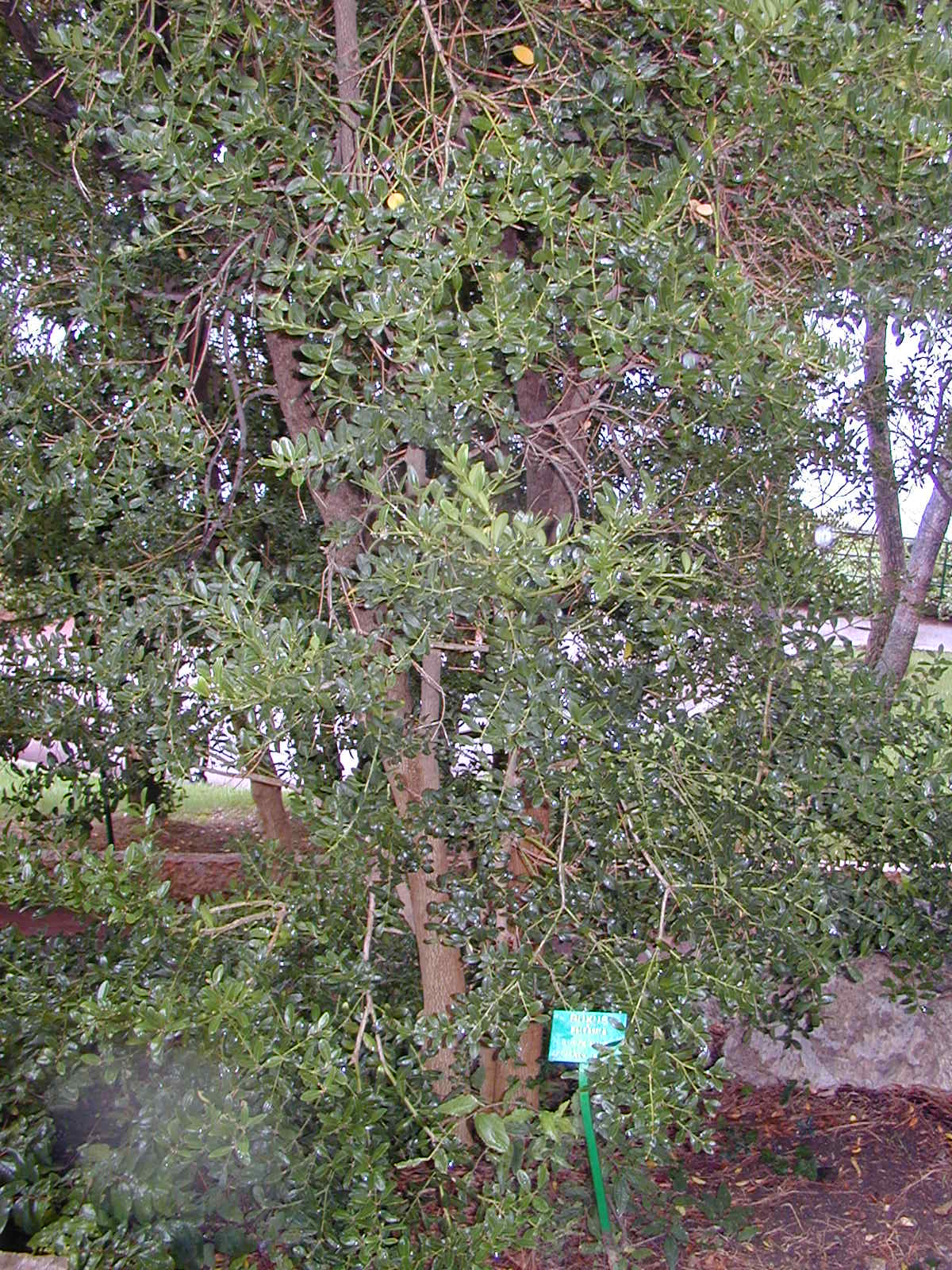
Vista de la planta

## Descripción
El boj balear es un árbol o arbusto monoico de hasta tres metros de altura. Sus hojas, algo más grandes que las del boj común, son ovaladas y brillantes, pudiendo a veces presentar color rojizo o amarillento.
Florece en primavera y se puede reproducir de semillas o de estaquilla.
Como otras especies mediterráneas es capaz de regenerarse bien después de un incendio.

## Distribución en España
En España se puede encontrar en poblaciones muy fragmentadas en Andalucía Oriental y Baleares. 
En Andalucía Oriental está presente en las provincias de Málaga y Granada en el parque natural de las Sierras de Tejeda, Almijara y Alhama, así como en la Almería, en la Sierra de Gádor.
En Baleares se puede encontrar en la Sierra de Tramuntana de Mallorca, así como en la  Isla de Cabrera, habiéndose extinguido de la de Menorca.
En la Región de Murcia la especie fue citada en 1943 en las Sierras de Cartagena, pero en la actualidad se considera extinguida.
A nivel general, en España, está incluida en el Libro rojo de la flora vascular amenazada como "Casi amenazada", en la Lista roja de la flora vascular de Andalucía Oriental, como "Vulnerable".

## Distribución en África
En Marruecos puede encontrarse en el Rif, en el Parque Nacional de Talassemtane.

## Taxonomía
Buxus balearica fue descrita por Jean-Baptiste Lamarck y publicado en Encyclopédie Méthodique, Botanique 1(2): 511. 1785.
Citología
Número de cromosomas de Buxus balearica (Fam. Buxaceae) y táxones infraespecíficos: 2n=28
Etimología
Buxus: nombre genérico que deriva del griego antiguo bus, latinizado buxus,  buxum que es nombre dado al boj.
balearica: epíteto geográfico que alude a su localización en las Islas Baleares.
Sinonimia
- Buxus haleppica K.Koch
- Buxus longifolia Boiss.[9]

## Nombres comunes
- Castellano: bejigar, boj, boj balear, boj de Baleares, boj de Mahón, boj de las Baleares, boj mallorquín, boje, box, box de las Baleares.[10]